# رداء الزمن (فلم)
رداء الزمن (بالفرنسية: La Robe du temps) هو فيلم نيجِري (من النيجر لا نيجيريا) صدر عام 2008 من إخراج مالام ساغويرو الذي فازت أفلامه الوثائقية بعدد من الجوائز الدولية.

## القصّة
في زندر وهي ثاني أكبر المدن النيجريّة، يعيشُ أوسيني الزعيم الشاب لجماعة الإخوان المسلمين التقليدية للغاية. أثناء محاولته تطوير قناةٍ لتصدير لحوم البقر من منطقته، يواجه تحديًا آخر حيثُ يجب عليه إضفاء الشرعية على دوره المكتَسب مؤخرًا كرئيس للجماعة بينما يؤكد في نفس الوقت دوره كمبتكر. يتابع الشاب أوسيني جهوده، ويُلخص الفيلم المشاكل التي يواجهها رواد الأعمال الشباب كما يقدم درسًا في علم الاقتصاد العملي.

## الإنتاج
حضر المخرج ساغيرو مهرحان برلين السينمائي عام 2006، وهناك اختيار فيلمه – قبل تصويرهِ – رداء الزمن كمشروع وثائقي للمهرجان. كان الفيلم من إنتاجٍ مشتركٍ بين دانغاراما (بالفرنسية: Dangarama) من النيجر وأداليوس (بالفرنسية: Adalios) من فرنسا، وكما هو الحال مع معظم الأفلام التي تمَّ إنتاجها في النيجر فقد اضطرَّ المخرج إلى أن يكون هو نفسه المنتج المنفذ وقد حصل هذا الأخير على دعمٍ من صندوق الإنتاج السمعي البصري الفرنكوفوني للجنوب (بالفرنسية: Fonds francophone de production audiovisuelle du Sud) وهي مؤسسةٌ تُساعد صانعي الأفلام في المنطقة الفرنكوفونية الجنوبية في عمليّات الإنتاج.

## العرض
عُرض الفيلم في تشرين الثاني/نوفمبر 2008 في مهرجان أنوار إفريقيا (بالفرنسية: Lumières d'Afrique) في بيزانسون بفرنسا، كما عُرض في مهرجان السينما الإفريقيّة في مدينة قرطبة بإسبانيا، فضلًا عن عرضه في مهرجان لاجون إيماج في مدينة كوتونو بدولة البنين وهو المهرجان الذي يعرضُ في المقام الأول الأعمال السمعية والبصرية الأفريقية ويوفر منتدى لتبادل المعلومات بين المخرجين السينمائيين والمستثمرين المحتملين. عرض الفيلم مرة أخرى عام 2009 في مهرجان أميان السينمائي الدولي وفي مهرجان سيكلو دو سين بور لا باز في العاصِمة الإسبانية مدريد.